# ИМР-3М
ИМР-3М (инженерная машина разграждения третья модернизированная) — российская бронированная инженерная машина разграждения. 
Базовая боевая машина — основной танк Т-90.

## Производство и назначение
ИМР-3 принята на вооружение формирований инженерных войск, и поступила в Вооружённые Силы России в 1999 году. Позже на её базе была разработана ИМР-3М, которая производится на Уралвагонзаводе. Боевая машина предназначена для выполнения инженерных работ, для обеспечения продвижения войск, оборудования колонных путей. Предназначен для производства работ на грунтах 1-й — 4-й категорий. С её помощью прокладывают колонные пути, проходы в каменных и лесных завалах, выполняют земляные и погрузочно-разгрузочные работы, чтобы подготовить продвижение войск. Она может работать на местности с высоким уровнем радиоактивного заражения.

## Устройство
Рабочее оборудование машины состоит из универсального бульдозера, телескопической стрелы, ножевого колейного минного трала. Универсальный бульдозер выполняет бульдозерные, путепрокладочные и грейдерные работы. Телескопическая стрела установлена на полноповоротной башне. Универсальное крепление позволяет устанавливать в качестве рабочего органа стрелы экскаваторный ковш, грейфер, рыхлитель или захват. Ножевой колейный минный трал с электромагнитной приставкой даёт возможность ИМР-3 самостоятельно преодолевать минные поля с противогусеничными или противоднищевыми минами, оснащёнными контактными или неконтактными магнитными взрывателями.
ИМР герметизирована, оснащена системами радиационной защиты. Экипаж, узлы и агрегаты внутри машины защищает система, 6-кратно ослабляющая проникающую радиацию ядерного взрыва и 120-кратно — гамма-излучение радиоактивно заражённой местности.
Машина оснащена средствами связи и системой дымопуска, образующей плотную и значительную по размерам дымовую завесу.
Вооружение машины — дистанционная управляемая зенитно-пулемётная установка калибра 12,7 мм
ИМР-3 оснащена системой противопожарного оборудования.
В систему жизнеобеспечения экипажа входят устройства кипячения воды и разогрева пищи, а также сбора и хранения отходов жизнедеятельности, что даёт ему возможность выполнять боевые задачи без выхода из машины в течение трёх суток.
Машина оснащена зенитно-пулемётной установкой НСВТ или Корд, смонтированной на башне, которая защищает экипаж от нападения с воздуха, ведёт борьбу с легкобронированными наземными целями и живой силой противника, а также расстреливает мины в неизвлекаемом положении.

## Характеристики
- Телескопическая стрела:
- максимальный вылет, м: 8
- грузоподъемность, т: 2[1]

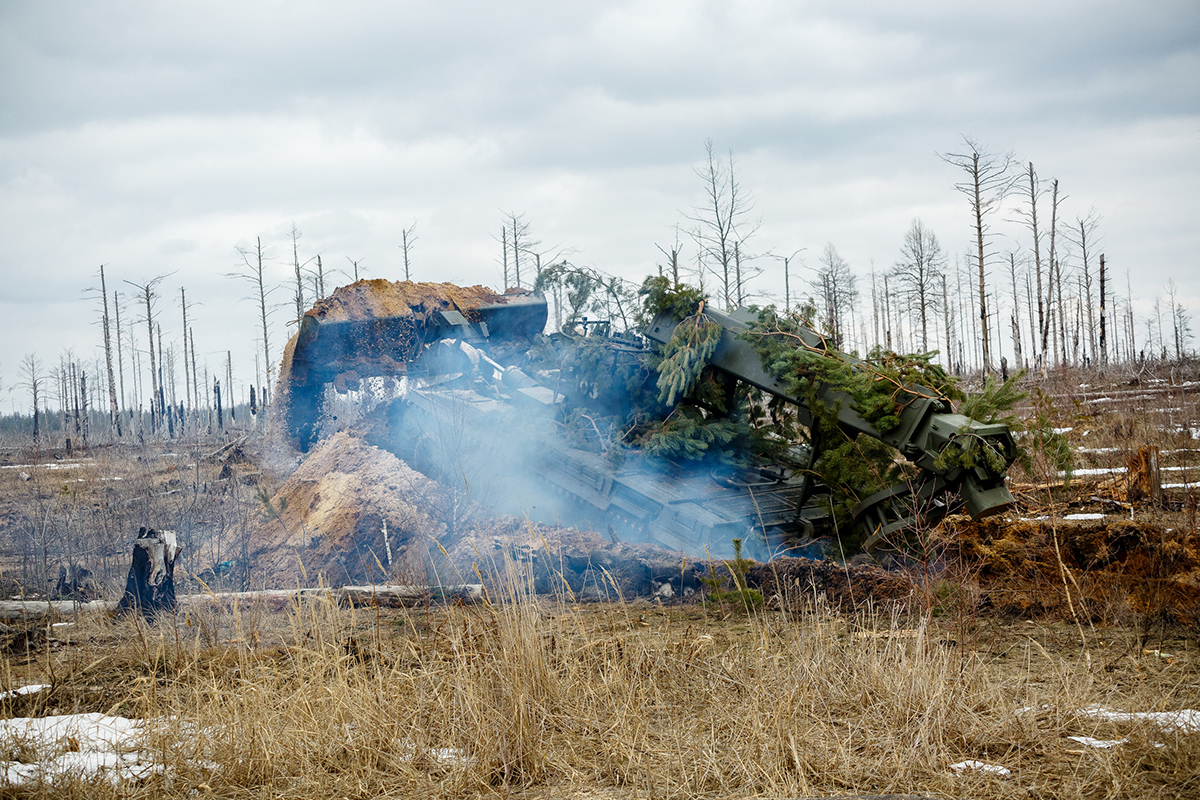
ИМР-3М на занятиях инженерного батальона (штурма и разграждения) 1 гв. исбр 22 марта 2017 г. (полигон Мулино, Нижегородская область)

- вместимость грейферного ковша, м³: 0,35
- Масса, т: 48 (49,5 с минным тралом)[1]
- Габаритные размеры в транспортном положении, мм:
  - длина: 9340
  - ширина: 3530
  - высота: 3530
- Максимальная скорость движения, км/ч: 60[1]
- Техническая производительность:
  - при проделывании проходов, м/ч:
  - в каменных завалах: 300—350
  - в лесных завалах: 350—400
  - при прокладывании колонных путей:
  - по среднепересечённой местности, км/ч: до 12
  - при выполнении земляных работ, м³/ч: 200—400
  - при погрузке грунта в контейнеры:
  - или на транспортное средство, м³/ч: 15 — 20
- Время рытья укрытия при самоокапывании, ч: 0,2 — 0,5
- Экипаж: 2 (командир-оператор, механик-водитель)[2]

## Изображения

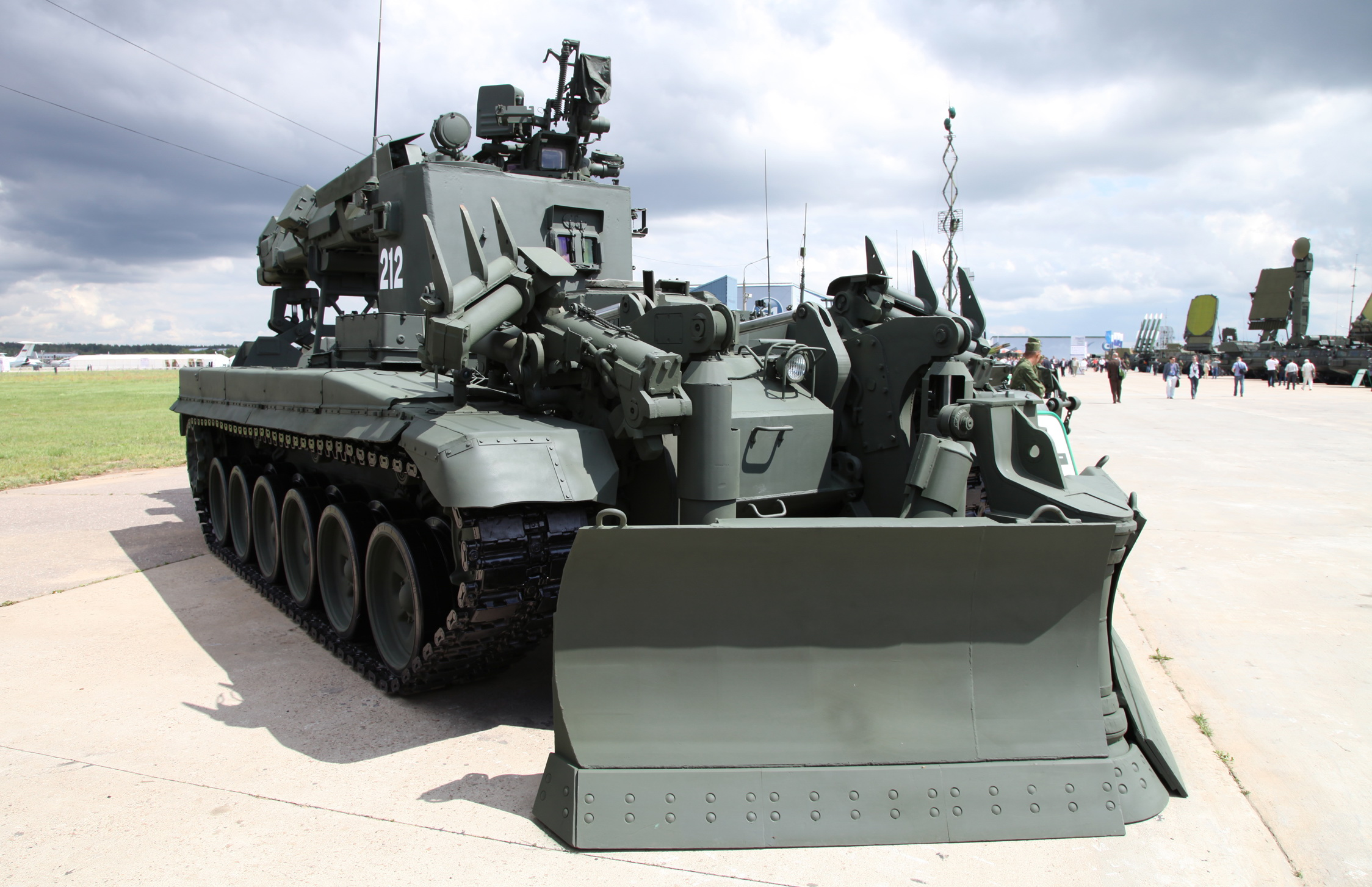
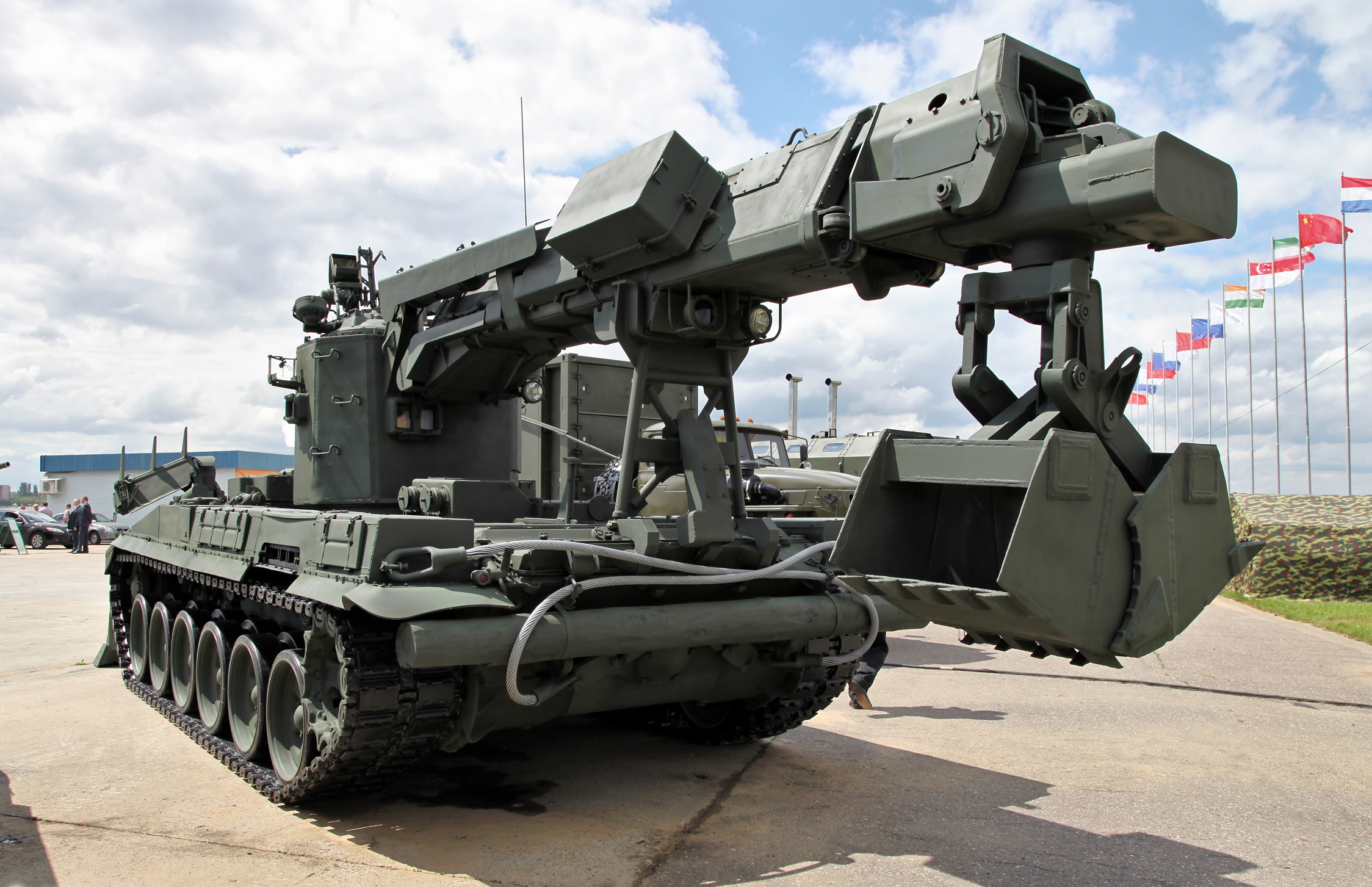
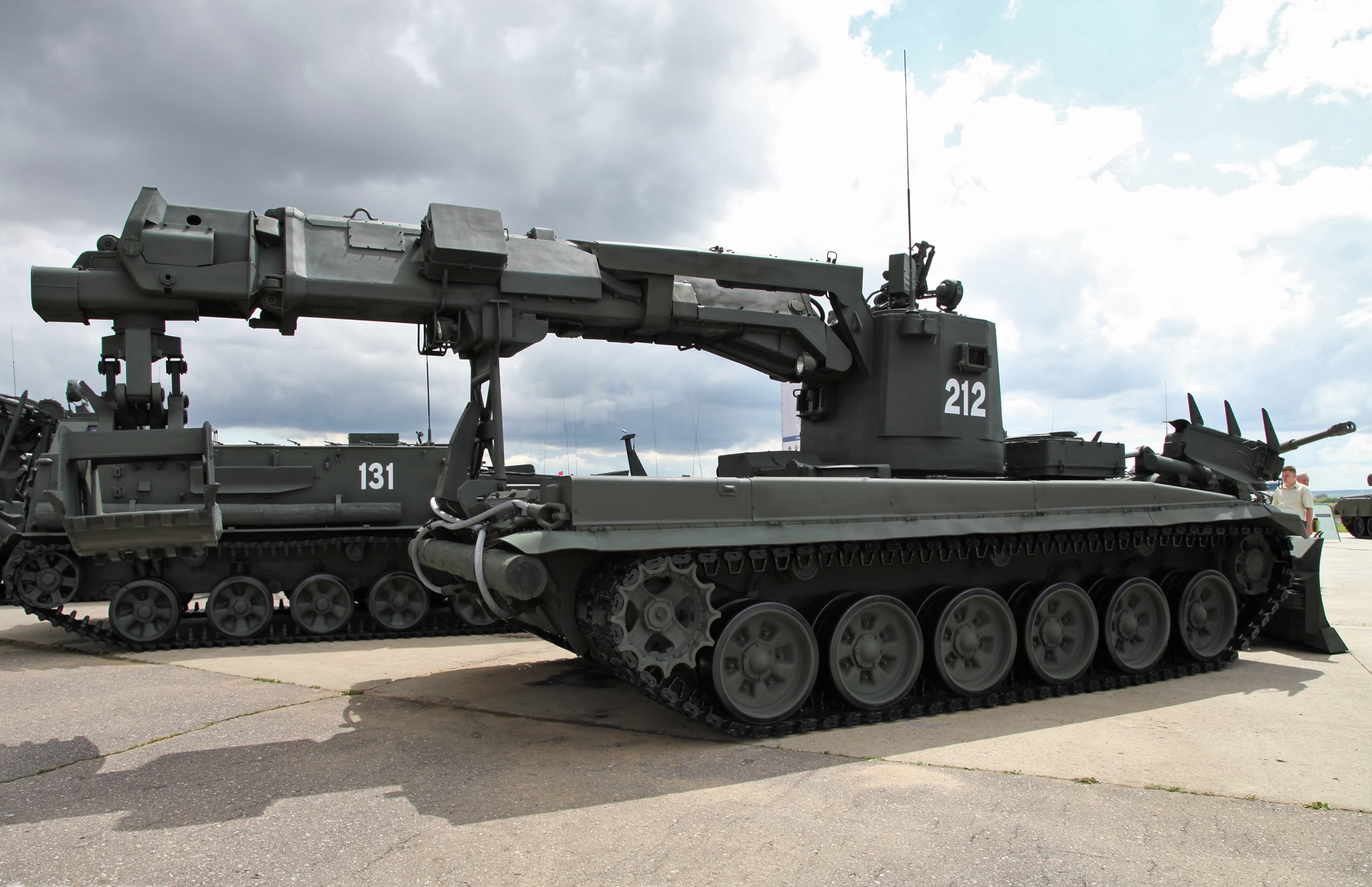